# Флоријан
Марко Аније Флоријан Пије био је римски цар који је владао током 276. године. 
Флоријан је био полубрат цара Марка Клаудија Тацита по мајчиној страни. Крајем 275. године Тацит је проглашен је за римског цара након неочекиване смрти цара Аурелијана. Убрзо након тога, Тацит је именовао Флоријана за преторијанског префекта. Тацит је тада наредио Флоријану да поведе трупе у Панонију, како би одбио нападе Гота на римску територију. Након што је Тацит изненада умро у јулу 276. године, наводно као последица војне завере, Флоријан се брзо прогласио за цара, и као такав је био признат од римског Сената и западних провинција. Флоријан је затим наставио да води кампању против Гота, одневши велику победу пре него што су до њега стигле вести о Пробовом устанку, који је успешно служио као командант и под Аурелијаном и Тацитом. Пробову побуну подржале су провинције Египат, Сирија, Палестина и Феникија. Флоријан и Проб су се сукобили, а у часу када је Флоријанова војска губила битку, убили су га његови војници, код града Тарса, у јужном делу Мале Азије. Тако је Флоријан владао свега 88 дана према Хронографу из 354. године и 80 дана према Еутропију.